# 차우스콜로

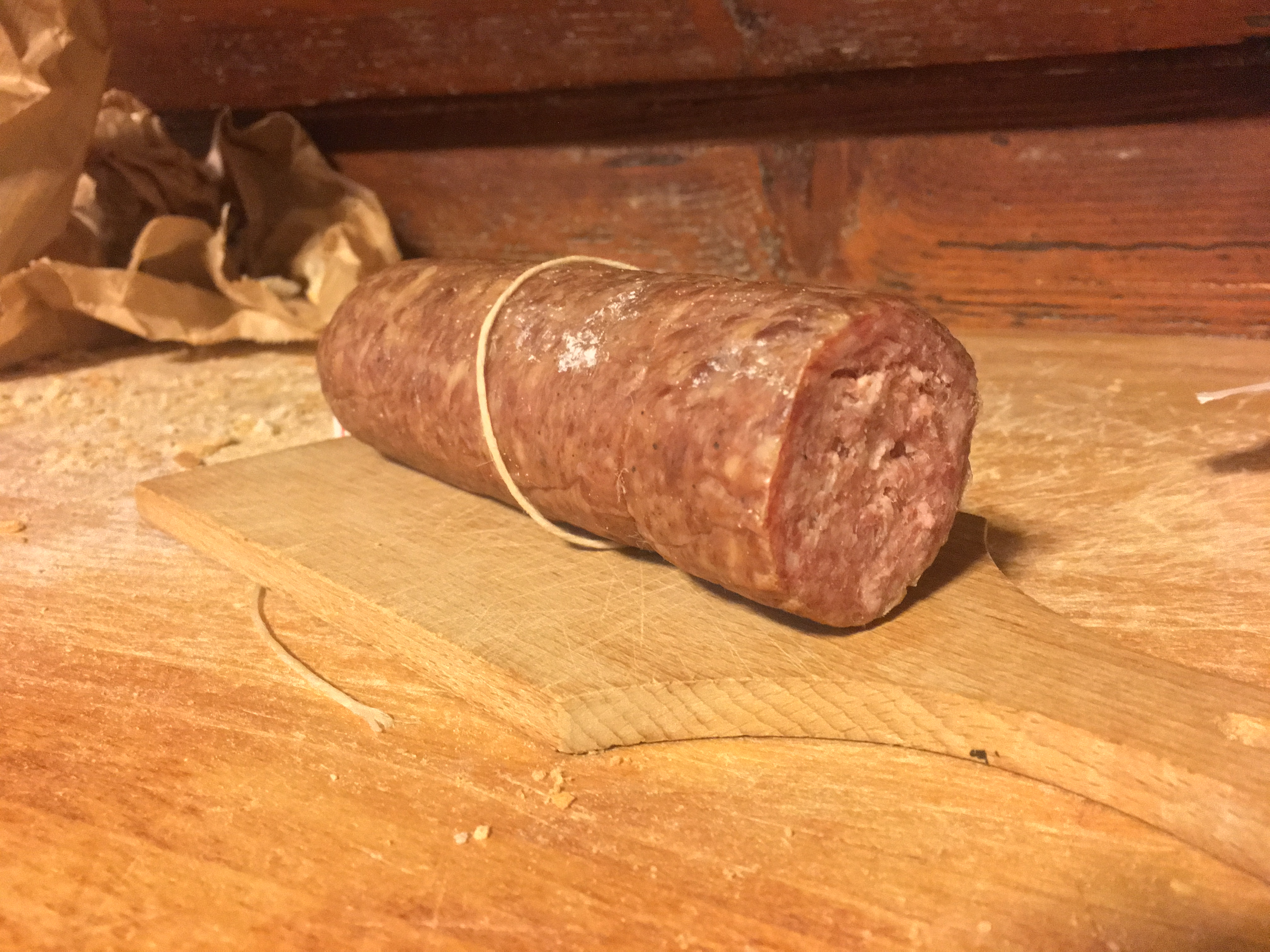

차우스콜로(이탈리아어: Ciauscolo 또는 ciavuscolo, ciabuscolo)는 이탈리아의 소시지의 한 형태로서 특별히 마르케주에서 나타나는 형태이다. 인근 움브리아주에서도 많이 볼 수 있으며 북부 지방에서도 흔하다.
단어 "ciauscolo"는 지역 방언인 "ciausculu"에서 파생한 것으로 추정된다. 그러나 정확한 그 뿌리에 대해서는 알려진 바가 거의 없다. 중세 라틴어 ciauscolo는 "작은 종류의 음식" 즉 스낵류를 가리키는 용어였다. 이것이 방언 "ciausculu"에 영향을 준 것인지 아니면 방언 자체가 라틴어의 원류인지에 대해서는 확실치 않다.